# 苏斯通
苏斯通（法語：Soustons，法語發音：[sustɔ̃]）是法国朗德省的一个市镇，属于达克斯区。

## 地理
苏斯通（43°45'5"N, 1°19'46"W）面积100.38 平方千米，位于法国新阿基坦大区朗德省，该省份为法国西南部沿海省份，是法國本土面积第二大的省，北起吉倫特省，西临大西洋，南至大西洋比利牛斯省，东临热尔省，东北与洛特-加龍省接壤。
与苏斯通接壤的市镇（或旧市镇、城区）包括：塞尼奥斯、阿聚尔、莱昂、马热斯克、梅桑日、圣茹尔德马雷讷、托斯、旧布科莱班。

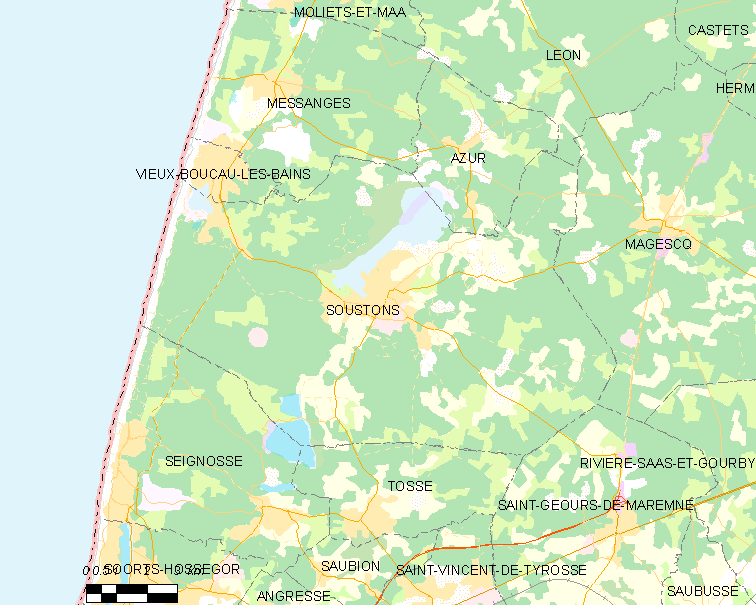
苏斯通的OSM定位图

苏斯通的时区为UTC+01:00、UTC+02:00（夏令时）。

## 行政
苏斯通的邮政编码为40140，INSEE市镇编码为40310。

## 政治
苏斯通所属的省级选区为马朗桑南县。

## 人口

1962-2008年间苏斯通人口变化图示

苏斯通于2022年1月1日时的人口数量为8445人。

## 友好城市
- 上莱茵省 于南格